# Гвам на Летњим олимпијским играма 2008.
Гвам је 2008. у Пекингу учествовао по шести пут на Летњим олимпијским играмаод када је постао члан МОКа. Представници Гвама налазе се међу земљама које нису освојале олимпијске медаље.
Учествовало је укупно шест тамичара: четири мушкарца и две жене, који су се такмичили у пет спортова.
Заставу Гвама на свечаном отварању носио је џудиста Рикардо Блас јр.. Занимљиво је то да је на првим Летњим олимпијским играма 1988. у Сеулу на којима је Гвам учествовао заставу је носио његов отац Рикардо Блас, такође џудиста.

## Резултати по дисциплинама

### Атлетика

#### Мушкарци
| Атлетичар    | Дисциплина | Група      | Група | Четвртфинале | Четвртфинале | Полуфинале       | Полуфинале       | Финале           | Финале           | Детаљи         |
| Атлетичар    | Дисциплина | Резултат   | Место | Резултат     | Место        | Резултат         | Место            | Резултат         |                  | Детаљи         |
| ------------ | ---------- | ---------- | ----- | ------------ | ------------ | ---------------- | ---------------- | ---------------- | ---------------- | -------------- |
| Дерек Мандел | 800 м      | 1:57,48 ЛР | 58/61 |              |              | Није се пласирао | Није се пласирао | Није се пласирао | Није се пласирао | [ мртва веза ] |

### Жене
| Атлетичарка | Дисциплина | Група    | Група  | Четвртфинале      | Четвртфинале      | Полуфинале        | Полуфинале        | Финале            | Финале            | Детаљи         |
| Атлетичарка | Дисциплина | Резултат | Место  | Резултат          | Место             | Резултат          | Место             | Резултат          | Место             | Детаљи         |
| ----------- | ---------- | -------- | ------ | ----------------- | ----------------- | ----------------- | ----------------- | ----------------- | ----------------- | -------------- |
| Кора Алисто | 100 м      | 13,31 ЛР | =76/85 | Није се пласирала | Није се пласирала | Није се пласирала | Није се пласирала | Није се пласирала | Није се пласирала | [ мртва веза ] |

## Кајак/Кану

### Мирне воде

#### Мушкарци
| Кајакаш         | Дисциплина  | Група    | Група | Полуфинале       | Полуфинале       | Финале           | Финале           | Детаљи         |
| Кајакаш         | Дисциплина  | Време    | Место | Време            | Место            | Време            | Место            | Детаљи         |
| --------------- | ----------- | -------- | ----- | ---------------- | ---------------- | ---------------- | ---------------- | -------------- |
| Sean Pangelinan | Ц-1 500 м   | 2:12,696 | 21/22 | 2:17,940         | 12/21            | Није се пласирао | Није се пласирао | [ мртва веза ] |
| Sean Pangelinan | Ц-1 1.000 м | 4:49,284 | 22/22 | Није се пласирао | Није се пласирао | Није се пласирао | Није се пласирао | [ мртва веза ] |

## Пливање

#### Мушкарци
| Пливач           | Дисциплина     | Група | Група   | Полуфинале       | Полуфинале       | Финале           | Финале           | Детаљи |
| Пливач           | Дисциплина     | Време | Пласман | Време            | Пласман          | Време            | Пласман          | Детаљи |
| ---------------- | -------------- | ----- | ------- | ---------------- | ---------------- | ---------------- | ---------------- | ------ |
| Кристофер Дуенас | 100 м слободно | 52,64 | 59/64   | Није се пласирао | Није се пласирао | Није се пласирао | Није се пласирао |        |

## Рвање

### Жене, слободни стил
| Такмичарка | Дисциплина | Квалификације      | Осминафинала                       | Четвртфинале       | Полуфинале         | Репасаж 1 коло     | Репасаж 2 коло     | Финале             | Детаљи |
| Такмичарка | Дисциплина | Противник Резултат | Противник Резултат                 | Противник Резултат | Противник Резултат | Противник Резултат | Противник Резултат | Противник Резултат | Детаљи |
| ---------- | ---------- | ------------------ | ---------------------------------- | ------------------ | ------------------ | ------------------ | ------------------ | ------------------ | ------ |
| Марија Дин | −63 кг     |                    | Елина Васева Бугарска Пор 5-0, 7-0 | Није се пласирала  | Није се пласирала  | Није се пласирала  | Није се пласирала  | Није се пласирала  |        |

## Џудо

### Мушкарци
| Такмичаер        | Дисциплина | Коло 32 так.                     | Коло 16 так.       | Чатвртфинале       | Полуфинале         | Прво коло репасажа           | Репасаж четвртфинале | Репасаж полуфинале | Финале             | Детаљи         |
| Такмичаер        | Дисциплина | Противник Резултат               | Противник Резултат | Противник Резултат | Противник Резултат | Противник Резултат           | Противник Резултат   | Противник Резултат | Противник Резултат | Детаљи         |
| ---------------- | ---------- | -------------------------------- | ------------------ | ------------------ | ------------------ | ---------------------------- | -------------------- | ------------------ | ------------------ | -------------- |
| Рикардо Блас јр. | +100 кг    | Gujejiani Грузија Пор. 0200-0001 | Није се пласирала  | Није се пласирала  | Није се пласирала  | McCormick САД Пор. 0100-0010 | Није се пласирао     | Није се пласирао   | Није се пласирао   | [ мртва веза ] |